# Aeroporto di Chanty-Mansijsk
L'aeroporto di Chanty-Mansijsk (in russo аэропо́рт Ха́нты-Манси́йск?, aeropòrt Chánty-Mansíjsk) (IATA: HMA, ICAO: USHH), è un aeroporto russo situato a circa 5 km a Nord-Est dal centro della città di Chanty-Mansijsk, capoluogo del Circondario Autonomo degli Chanty-Mansi-Jugra.

## Dati tecnici
La struttura, posta all'altitudine di 43 m sul livello del mare, è dotata di un solo terminal ed una sola pista con fondo in asfalto lunga 2 800 m e larga 45 m con orientamento 06/24, dotata di impianto di illuminazione HIRL ad alta intensità e di sistema di atterraggio PAPI.
L'aeroporto è aperto al traffico commerciale ed è equipaggiato per la manutenzione e l'atterraggio/decollo dei modelli di velivoli Antonov An-24, Antonov An-26, ATR 42, ATR 72, Boeing 737, Bombardier CRJ200, Yakovlev Yak-40, Yakovlev Yak-42, Tupolev Tu-204, di tutti gli aerei di classe inferiore ed elicotteri Mil Mi-6 e Mil Mi-8.

## Collegamenti con Chanty-Mansijsk
Il Terminal aeroportuale si trova nella periferia est della città ed è facilmente raggiungibile con le linee n.5 e n.6 del trasporto pubblico urbano che arrivano e partono dalla fermata Expocentr di Chanty-Mansijsk.